# Liste der Bodendenkmale in Wulfsen
In der Liste der Bodendenkmale in Wulfsen sind alle Bodendenkmale der niedersächsischen Gemeinde Wulfsen aufgelistet. Die Quelle ist der Denkmalatlas Niedersachsen. Der Stand der Liste ist der 7. Oktober 2024.

## Allgemein
In den Spalten finden sich folgende Informationen des Bodendenkmales :
- Lage        : geographische Koordinaten
- Bezeichnung : Bezeichnung lt. Denkmalatlas
- Beschreibung: Beschreibung lt. Denkmalatlas
- ID          : Objekt-ID
- Bild        : Bild, ggf. zusätzlich mit Link zu weiteren Fotos im Medienarchiv Wikimedia Commons.

## Wulfsen
| Lage                        | Bezeichnung           | Beschreibung | ID       | Bild |
| --------------------------- | --------------------- | --- | -------- | ---- |
| 53° 18′ 42″ N, 10° 9′ 24″ O | Wulfsen 3, Grabhügel  | Sanft gewölbt, groß und wuchtig, abgesehen von leichter Kopfmulde sehr gut erhalten. Untersuchung des abgegrabenen Randes ergaben die Reste von 2 jungbronzezeitlichen Urnen in Steinpackung. Dm. 15 m, H. 1,2 m. | 28961713 | BW   |
| 53° 17′ 21″ N, 10° 7′ 59″ O | Wulfsen 7, Grabhügel  | Ehemals wohl kräftig, jetzt nur noch ein Rest von Dm. 12 m, H. 0,5 m vorhanden. | 28961714 | BW   |
| 53° 18′ 42″ N, 10° 9′ 22″ O | Wulfsen 11, Grabhügel | Flach gewölbter Grabhügel, alte Eingrabung Mitte - Nordseite. Dm. 15 m, H. 1 m. | 28961716 | BW   |
| 53° 18′ 42″ N, 10° 9′ 20″ O | Wulfsen 12, Grabhügel | Sehr wuchtig, zwei große Eingrabungen in der Mitte; Kaninchenbaue. Kleiner viereckiger, sehr tiefer Kopfstich, der nicht sonderlich alt sein kann. Dm. 20 m, H. 1,60 m.                                           | 28961715 | BW   |
| 53° 18′ 39″ N, 10° 9′ 16″ O | Wulfsen 14, Grabhügel | Sichelförmiger Rest eines sanft gewölbten Grabhügels. Von N bis unter Basis abgetragen. Dm. 10 m, H. 0,80 m. | 28961717 | BW   |
| 53° 18′ 40″ N, 10° 9′ 15″ O | Wulfsen 20, Grabhügel | Stark gestört, im N von Gemeindeweg abgegraben, in der Mitte von Privatweg durchschnitten, im NW erheblich angegraben. Dm. ca. 15 m, H. 1 m.                                                                      | 28961718 | BW   |